# Gustav von Wangenheim
Ingo Clemens Gustav Adolf Freiherr von Wangenheim (18 de febrero de 1895 - 5 de agosto de 1975) fue un actor, guionista y director alemán. 

## Biografía
Wangenheim nació como Ingo Clemens Gustav Adolf Freiherr von Wangenheim en Wiesbaden, Hesse, hijo de Eduard Clemens Freiherr von Wangenheim y Minna Mengers. Sus padres eran artistas; su padre, cuyo nombre artístico era Eduard von Winterstein, apareció en más de 200 películas entre 1910 y 1960. Sirvió brevemente en el Ejército Imperial Alemán durante la Primera Guerra Mundial, pero fue dado de baja en 1915 debido a una lesión ocular.

## Trayectoria
Wangenheim debutó en la gran pantalla en 1914 con Passionels Tagebuch y protagonizó numerosas películas mudas. Entre sus trabajos se encuentran la primera película de ciencia ficción de Fritz Lang, Frau im Mond (como "Windegger"), y Das Haus zum Mond, de Karl Heinz Martin. En 1921, Wangenheim fue elegido para el que sería su papel más memorable: el de Thomas Hutter en Nosferatu, de F. W. Murnau.
Miembro del Partido Comunista de Alemania desde 1921, Wangenheim fundó la compañía de teatro comunista Die Truppe '31 en 1931.  Die Truppe '31 produjo tres obras, escritas y dirigidas por Wangenheim, antes de que fuera clausurada por orden del régimen nazi en 1933.
En 1933, ante la persecución de que eran víctimas los militantes comunistas por el nazismo, debió abandonar la Alemania Nazi y huyó a la Unión Soviética. Mientras vivía exiliado en el Hotel Lux de Moscú, continuó escribiendo y produciendo películas, como Der Kampf (1936), una película de protesta antinazi, y dirigió el cabaret en alemán "Kolonne Links". En 1936, durante las purgas estalinistas, denunció a sus colegas Carola Neher y Anatol Becker como trotskistas y fueron arrestados el 25 de julio de 1936.
Becker fue ejecutado en 1937, mientras que Neher fue sentenciada a diez años de prisión y enviada al gulag para convictos políticos en Oryol, donde falleció a los cinco años de tifus. Wangenheim también estuvo brevemente encarcelado cuando la Wehrmacht alemana estaba a las puertas de Moscú a finales de 1941. Como alemán, bajo sospecha general desde la invasión de la Unión Soviética por la Wehrmacht en junio de 1941, las autoridades soviéticas lo reasentaron por la fuerza en la ciudad oriental de Kazán. El hijo de Gustav von Wangenheim afirmó que su padre, tras ser arrestado por la NKVD y un largo interrogatorio, firmó una declaración que implicaba a Carola Neher de "antisoviética", pero que, de hecho, había refutado explícitamente la acusación de que Neher y su esposo, Anatol Becker, habían planeado asesinar a Stalin.
Wangenheim fue miembro fundador del Comité Nacional por una Alemania Libre. Tras la Segunda Guerra Mundial, regresó a Alemania Oriental, donde trabajó para la DEFA como guionista y director. Fue director artístico del Deutsches Theater de Berlín, que había reabierto, durante unos meses en septiembre de 1945. Sus primeras producciones, como Nathan the Wise, Hamlet y Judgment Day, fueron celebradas por el público berlinés. Von Wangenheim revivió la gran tradición de Max Reinhardt. Al mismo tiempo, los miembros del conjunto y el director artístico lucharon por la liberación de Gustaf Gründgens del campo de internamiento de Jamlitz. Gründgens fue acusado de haber cooperado con los nacionalsocialistas. Von Wangenheim en particular, pero también Ernst Busch y muchos otros artistas, hicieron campaña por la rehabilitación política de Gründgens. El 9 de marzo de 1946, Gründgens regresó a Berlín y fue directamente a von Wangenheim. Volvió a ser actor en el Deutsches Theater. Ambos se conocían de su época en Hamburgo en la década de 1920.
Wangenheim estuvo casado con Inge von Wangenheim de 1931 a 1954. La pareja tuvo dos hijos, Friedel y Edi, y dos hijas gemelas, Elisabeth y Eleonora von Wangenheim. Wangenheim falleció en Berlín Oriental el 5 de agosto de 1975 y fue enterrado en el cementerio de Friedrichsfelde de Berlín.

## Filmografía
- 1916:	Das Leid der Liebe; Actor
- 1916: Homunculus. 3. Teil: Die Liebestragödie des Homunculus; Actor
- 1916:	Passionels Tagebuch; Actor
- 1917: Die Erzkokette; Actor
- 1918:	Ferdinand Lassalle; Actor
- 1919:	Die Welteroberer; Actor
- 1919:	Kitsch. Tragödie einer Intrigantin; Actor
- 1919/1920: Romeo und Julia im Schnee; Actor
- 1920:	Das Haus zum Mond; Actor
- 1920:	Der Tempel der Liebe; Actor
- 1920:	Kohlhiesels Töchter; Actor
- 1922: Das Feuerschiff; Actor
- 1922: Der Liebe Pilgerfahrt; Actor
- 1922: Nosferatu, eine Symphonie des Grauens; Actor
- 1922/1923: Der steinerne Reiter; Actor
- 1923: Schatten; Actor
- 1928/1929: Frau im Mond; Actor
- 1930/1931: Danton; Actor
- 1935: Kämpfer (Film); Regie, Guion
- 1948: ...und wieder 48!; Regie, Guion
- 1949: Der Auftrag Höglers; Regie, Guion
- 1953/1954: Gefährliche Fracht; Dirección
- 1955: Heimliche Ehen; Regie, Guion
- 1955/1956: Lied über dem Tal; Dirección